# Szojuz T–13
Szojuz T–13 háromszemélyes szállító űrhajó, a 8. személyzetet vitte a Szaljut–7 űrállomásra.

## Küldetés
1985. június 6-án a Gagarin űrközpontból indították.
A Szojuz T–13 két nap múlva ért a Szaljut–7 közelébe. A személyzet egy nem üzemelő űrállomáshoz érkezett. Először a külső állapotát mérték fel, majd az új, lézeres dokkoló berendezéssel hozzákapcsolódtak. A kéttagú legénység oxigénmaszkban és melegen öltözve hatolt be az állomásra. A helyzetét úgy stabilizálták, hogy napelemei a Nap felé nézzenek, és legyen energia a berendezések működtetéséhez. A legénység helyreállította az állomás életfenntartó rendszerét, de közben többször visszatértek a Szojuzra, hogy testüket felmelegítsék. A kommunikációs rendszert június végére sikerült helyreállítaniuk és kijelentették, hogy az űrállomás ismét üzemképes.

## Személyzet
- Vlagyimir Alekszandrovics Dzsanyibekov parancsnok
- Viktor Petrovics Szavinih fedélzeti mérnök

### Visszatérő személyzet
- Vlagyimir Alekszandrovics Dzsanyibekov parancsnok
- Georgij Mihajlovics Grecsko fedélzeti mérnök

### Tartalék személyzet
- Leonyid Ivanovics Popov parancsnok
- Alekszandr Pavlovics Alekszandrov fedélzeti mérnök